# Haslum Crag
Der Haslum Crag (englisch, in Argentinien Pico Haslum ‚Haslumspitze‘) ist ein markanter und 170 m hoher Felsvorsprung auf Snow Hill Island südlich der Nordspitze der Antarktischen Halbinsel. Er ragt 3 km nördlich des Stations-Nunatak auf.
Die erste Sichtung geht auf Teilnehmer der Schwedischen Antarktisexpedition (1901–1903). Der Expeditionsleiter Otto Nordenskjöld benannte den Felsen irreführend als Basaltspitze. Das UK Antarctic Place-Names Committee änderte diese Benennung 1957 nach den vom Falkland Islands Dependencies Survey im Jahr 1952 durchgeführten Vermessungen und geologischen Erkundungen. Neuer Namensgeber ist der norwegische Matrose Hans Joachim Haslum (1856–1943), der zur Besatzung des Schiffs Antarctic bei der Schwedischen Antarktisexpedition gehört hatte.